# Бабиніно (Тверська область)
Бабиніно (рос. Бабынино) — присілок в Старицькому районі Тверської області Російської Федерації.
Населення становить 327 осіб. Входить до складу муніципального утворення Степуринське сільське поселення.

## Історія
Від 2005 року входить до складу муніципального утворення Степуринське сільське поселення. Раніше населений пункт належав до Бабинінського сільського округу.

## Населення
| 1859 | 1886 | 1919 | 1997 | 2002 | 2010 |
| ---- | ---- | ---- | ---- | ---- | ---- |
| 628  | ↗741 | ↗943 | ↘308 | →308 | ↗327 |